# Spiroctenus spinipalpis
Espèce
Spiroctenus spinipalpis est une espèce d'araignées mygalomorphes de la famille des Bemmeridae.

## Distribution
Cette espèce est endémique d'Eswatini.

## Description
Le mâle holotype mesure 13,2 mm.

## Publication originale
- Hewitt, 1919 : Descriptions of new South African Araneae and Solifugae. Annals of the Transvaal Museum, vol. 6, no 3, p. 63-111 (texte intégral).